# Pasul Bucin
Pasul Bucin (în limba maghiară Bucsin-tető) este o trecătoare din România situată în Munții Gurghiu din Carpații Orientali la 1287 m altitudine, ce leagă Depresiunea Giurgeu, situată la vest, de Depresiunea Praid-Sovata, situată la est.

## Date geografice
Trecătoarea separă Gurghiul central de cel sudic, aflându-se între conurile vulcanice Saca și Borzont. Astfel, se află localizat între marginea sud-estică a calderei vulcanice Saca Mică — Saca Mare — Frățileasa — Găinușa — Tătarca  – aflată la nord-nord-vest (la sud-est de vârful Frățileasa, 1648 m) și vârful Borzont (1496 m, aflat la sud-vest).
Ascensiunea se face dinspre est pe valea Borzontul Mic și dinspre vest pe valea Creanga Mare.
Spre nord se află Pasul Lăpușna,& spre nord-est Pasul Pângărați, spre est-sud-est Pasul Izvoru Mureșului, spre sud-est Pasul Liban (Sicaș) și spre sud-vest Pasul Calonda.

## Elemente antropice
Este traversat de către DN13B, care leagă orașul Gheorgheni de stațiunea Praid, aflându-se la jumătatea drumului dintre acestea.
În pas se găsește un complex turistic format dintr-un motel, un teren de camping, mai multe cabane, o unitate de catering, case de închiriat și pensiuni, precum și o pârtie de schi.

## Obiective de interes turistic situate în apropiere
- Praid: Muntele de sare, Biserica reformată, Salina
- Joseni: Biserica romano-catolică, Piemontul Nyíres de la Borzont

## Bilbiografie
- Vasilescu, Alexandru; Călăuza turistului – Gurghiu-Harghita; Editura Uniunii de Cultura Fizica și sport; 1964